# Dorothy Kilgallen

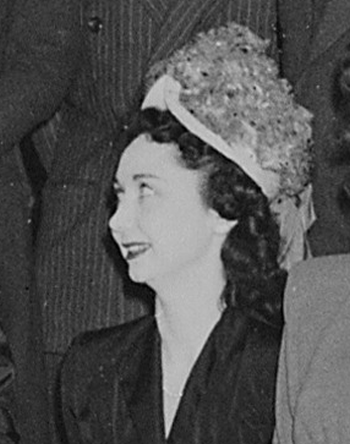
Dorothy Kilgallen im Januar 1946

Dorothy Mae Kilgallen (* 3. Juli 1913 in Chicago, Illinois; † 8. November 1965 in Manhattan, New York) war eine US-amerikanische Journalistin und Fernsehpersönlichkeit. Ihre tägliche Kolumne Voice of Broadway erschien in 146 Zeitungen in den gesamten Vereinigten Staaten. Sie wurde vor allem für ihre kontroversen Berichte über Politik und das organisierte Verbrechen bekannt. Neben ihrer journalistischen Laufbahn erlangte Kilgallen zudem als Stammbesetzung in der Quizsendung What's My Line? Bekanntheit, in der sie von 1950 bis zu ihrem Tod zu sehen war. 

## Leben

### Frühes Leben
Dorothy Kilgallen wurde 1913 als Tochter des Zeitungsreporters James Lawrence Kilgallen (1888–1982) und Mae Ahern (1888–1985) in Chicago geboren. Sie hatte eine jüngere Schwester namens Eleanor (1919–2014). Bis 1920 zog die Familie mehrfach um, ehe James Kilgallen bei der Nachrichten- und Presseagentur International News Service in New York eine Anstellung fand und sich im dortigen Stadtteil Brooklyn niederließ.
Dorothy Kilgallen absolvierte zwei Semester am College of New Rochelle, ehe sie das Studium abbrach und einen Job als Reporterin beim New York Evening Journal annahm. Die Zeitung gehörte zur Hearst Corporation, bei der auch ihr Vater angestellt war.

### Karriere
Erste Bekanntheit als Reporterin erlangte Kilgallen 1936 bei einer Reise um die Welt mit mehreren ihrer männlichen Kollegen. Bei der Weltreise durften nur öffentliche Verkehrsmittel genutzt werden. Kilgallen kam als zweiter Teilnehmer ins Ziel. Ihre Erlebnisse auf dieser Reise verarbeitete sie in ihrem noch im selben Jahr erschienenen Buch Girl Around The World. Teile des Buchs dienten als Vorlage für den 1937 veröffentlichten Film Fly-Away Baby. Bereits ein Jahr zuvor war sie als Reporterin in dem Film Sinner Take All zu sehen.
In den Jahren 1936 und 1937 lebte Kilgallen in Hollywood, von wo aus sie wöchentliche Kolumnen verfasste. Nach ihrer Rückkehr nach New York im Jahr 1938 schrieb Kilgallen eine tägliche Kolumne namens Voice of Broadway, welche im New York Journal-American veröffentlicht wurde. Sie berichtete zumeist über Themen aus dem New Yorker Showbusiness, aber auch über Politik und organisiertes Verbrechen. Mit den Jahren wurden Kilgallens Kolumnen mit Hilfe des King Features Syndicate bis zu ihrem Tod landesweit in mehr als 146 Zeitschriften veröffentlicht. 1940 heiratete sie den Schauspieler und Sänger Richard Kollmar, mit dem sie fortan in Manhattan lebte.
Zusammen mit ihrem Mann begann Kilgallen in den folgenden Jahren neben ihrer Laufbahn als Reporterin eine Karriere im Radio und Fernsehen. Unter anderem hatte sie während des Zweiten Weltkriegs ihre eigene Radioshow bei Columbia Broadcasting System, welche nach ihrer täglichen Kolumne Voice of Broadway benannt war. Ab April 1945 moderierte Kilgallen mit ihrem Ehemann die Radioshow Breakfast With Dorothy and Dick, welche bis zur Einstellung im Jahr 1963 direkt aus ihrem Appartement gesendet wurde.
Ihre größte Bekanntheit außerhalb des Journalismus erlangte Dorothy Kilgallen ab 1950 als Teilnehmerin der Quizsendung What's My Line? (deutsch: Was bin ich?). Sie gehörte zur Stammbesetzung der Sendung und war bis zu ihrem Tod in mehr als 700 Folgen zu sehen. Für ihre Arbeit beim Fernsehen erhielt sie einen Stern auf dem Hollywood Walk of Fame.
1953 erhielt Kilgallen für ihren Bericht über die Krönung von Elisabeth II. eine Nominierung für den Pulitzer-Preis.

### Kontroversen
Dorothy Kilgallens Arbeit als Reporterin war mehrfach Gegenstand von Kontroversen und Skandalen. So trugen ihre Berichte 1964 unter anderem zur Entlastung und zum Freispruch des 1954 wegen Mordes verurteilten Sam Sheppard bei. Kilgallen war zudem für ihre Arbeit im Bereich der organisierten Kriminalität sowie deren Verbindungen zur Politik und dem Showbusiness bekannt. Unter anderem äußerte sie sich in ihren Reportagen mehrfach kritisch über den Sänger und Entertainer Frank Sinatra. Sinatra reagierte verärgert und sprach sich bei zahlreichen Live-Auftritten abfällig über Kilgallen aus. Bei einer Show in Chicago sagte er beispielsweise: „When you bump into Dorothy Kilgallen, be sure you're in a car“ („Wenn Sie auf Dorothy Kilgallen stoßen, stellen Sie sicher, dass Sie sich in einem Auto befinden“). Diese Äußerung ist auf mehreren in den 1990er Jahren veröffentlichten Live-CDs des Ratpack zu hören.
Darüber hinaus kritisierte Dorothy Kilgallen die Arbeit der Warren-Kommission und kündigte 1964 Informationen zum Attentat auf John F. Kennedy an. Eine geplante Veröffentlichung erlebte sie jedoch nicht mehr. 
Sie hinterfragte insbesondere die Ermordung von Lee Harvey Oswald durch Jack Ruby und schrieb mehrere Zeitungsartikel zu diesem Thema. Im Februar 1964 erhielt sie als einzige Journalistin die Erlaubnis, im Gefängnis von Dallas ein vertrauliches Gespräch mit Jack Ruby zu führen, dessen Wortlaut sie am 23. Februar 1964 im New York Journal-American veröffentlichte. Sie erhielt von unbekannter Seite auch eine Kopie von Rubys Zeugenaussage vom 7. Juni 1964 vor der Warren-Kommission, dessen Original 100 Schreibmaschinenseiten umfasst. Sie veröffentlichte dieses Dokument ebenfalls im New York Journal-American, in den Ausgaben 18. bis 20. August 1964, jeweils auf der ersten Seite. Nachdrucke erschienen im Philadelphia Inquirer und anderen Zeitungen.

### Tod

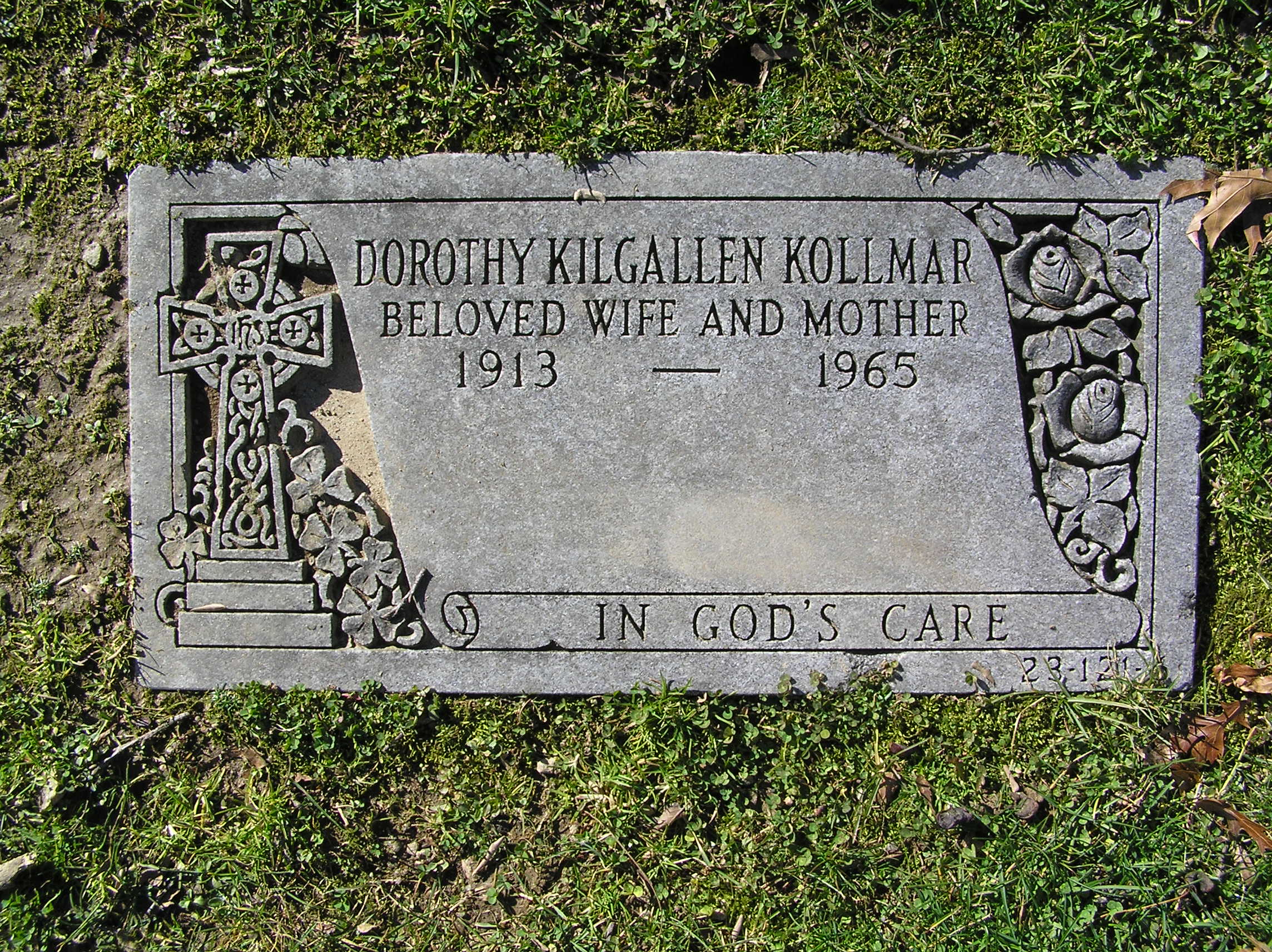
Grab von Dorothy Kilgallen

Am 8. November 1965 wurde Dorothy Kilgallen tot in ihrem Haus in Manhattan aufgefunden. Noch am Abend zuvor war sie in einer weiteren Folge von What's My Line? zu sehen gewesen. Als Todesursache wurde ein Herzinfarkt festgestellt, welcher durch eine Überdosis an Schlaftabletten und Alkohol verursacht wurde. Dorothy Kilgallen hinterließ ihren Ehemann sowie drei Kinder. An ihrer Beerdigung am 11. November nahmen prominente Wegbegleiter wie Arlene Francis, Ed Sullivan und Joan Crawford teil. Sie fand ihre letzte Ruhe auf dem Gate of Heaven Cemetery.
Killgallen war bekannt dafür, dass sie ihre Quellen nicht preisgab. Das führte zu mehreren Untersuchungen und zu Zweifeln an der Darstellung ihrer Todesumstände. Zudem wurde ihr Notizbuch mit Informationen über den geplanten Bericht zur Ermordung John F. Kennedys nie gefunden. Diverse Quellen bringen Kilgallens Tod zudem mit dem großen Stromausfall in New York – „The Big Blackout“ – in Verbindung, der am Tag darauf, am 9. November 1965 stattfand.
Die kritischen Momente ihrer Geschichte wurden zum Teil in der US-amerikanischen Fernsehserie Dark Skies verfilmt (Episode: "To Prey in Darkness").